# Hanna Ljungberg
Hanna Carolina Ljungberg, mais conhecida como Hanna Ljungberg (Umeå, 8 de janeiro de 1979) é uma ex-futebolista sueca que atuava como atacante. 

## Carreira
Malin Andersson fez parte do elenco da Seleção Sueca de Futebol Feminino, nas Olimpíadas de 1996, 2000 e 2004. 